# Cheramus profunda
Cheramus profunda is een tienpotigensoort uit de familie van de Callianassidae. De wetenschappelijke naam van de soort is voor het eerst geldig gepubliceerd in 1973 door Biffar.